# Otto Günther (Stadtrat)
Otto Günther (* 4. November 1822 in Leipzig; † 1897) war ein deutscher Rechtsanwalt und Stadtrat.

## Leben
Er studierte Rechtswissenschaften und promovierte zum Dr. iur. Danach arbeitete er als Rechtsanwalt und Gerichtsdirektor. Von 1867 bis 1872 war er Stadtrat zu Leipzig. Von 1881 bis 1897 leitete er als Musikliebhaber und Nachfolger von Heinrich Conrad Schleinitz das Leipziger Konservatorium.
Sein Bruder ist der Arzt und Komponist Hermann Günther, der unter dem Pseudonym Herther die Komische Oper Der Abt von St. Gallen verfasste.